# (32943) Sandyryan
(32943) Sandyryan (1995 VK2) – planetoida z pasa głównego asteroid okrążająca Słońce w ciągu 5,31 lat w średniej odległości 3,04 j.a. Odkryta 13 listopada 1995 roku.